# Въздушна археология
Въздушната археология е дял на археологията, в нея се практикува използването на летателен апарат или сателит за осигуряване на изглед от високо ниво на исторически обекти и околната им среда, базирайки се на конвенционалната фотография и дистанционните технологии. Тя може да се разглежда като подобласт на дистанционните методи и методологически подход за локализиране и верифициране на древни останки и следи от човешка дейност, както и като средство за изследване на връзките на тези следи с тяхната околна територия.

## История
Разпознаването на археологическите обекти от културните знаци е отбелязано още през антикварите от 17 век, въпреки че Уилям Стюкли – пионер в изследването на Стоунхендж и Ейвбъри. Йоркшир Уолдс е сред първите, обхванати от Националната програма за картиране, предприета от бившата Кралска комисия за исторически паметници на Англия, започнала през 1908 г.
Първоначално са използвани балони с горещ въздух, след това самолети, а по-късно и дронове. По този начин фотографската въздушна археология се превръща в стандартна разузнавателна техника.